# Dicologlossa
Dicologlossa is een geslacht van straalvinnige vissen uit de familie van eigenlijke tongen (Soleidae). Het geslacht is voor het eerst wetenschappelijk beschreven in 1927 door Chabanaud.

## Soorten
- Dicologlossa cuneata (Moreau, 1881)
- Dicologlossa hexophthalma (Bennett, 1831)